# Aircalin
Société Aircalin, también conocida como Air Calédonie International, es una aerolínea francesa y la principal aerolínea de Nueva Caledonia y tiene su base en Numea. Efectúa vuelos regulares a diez destinos regionales, incluyendo Japón. Su principal base de operaciones es el Aeropuerto Internacional La Tontouta, Numea.

## Historia
La aerolínea se estableció en septiembre de 1983 como Air Calédonie International, una aerolínea internacional para complementar la aerolínea nacional de Nueva Caledonia, Air Calédonie. Entre 1983 y 1985, la aerolínea operó vuelos desde Numea alquilando aviones a otras aerolíneas, incluidas Air Nauru y Qantas. En 1985, la aerolínea adquirió un Sud Aviation Caravelle de Corsair, que utilizó para abrir rutas a Sídney y Auckland hasta 1988, cuando la aerolínea reemplazó el Caravelle por un Boeing 737-300. En 1987, la aerolínea también adquirió un De Havilland Canada DHC-6 Twin Otter para operar servicios en Wallis y Futuna. En 1996, la aerolínea pasó a llamarse Aircalin y presentó una nueva imagen y logotipo corporativos.
En abril de 2000, Aircalin acordó un arrendamiento provisional de tres años con Airbus para un Airbus A310-300 operado anteriormente por Swissair como su primer avión de fuselaje ancho. Esto permitió a la aerolínea probar la viabilidad de los servicios de larga distancia, siendo Osaka el primer destino de larga distancia de la aerolínea. Al año siguiente, la aerolínea encargó dos Airbus A330-200 a Airbus, que debían comenzar a entregarse al vencimiento de su contrato de arrendamiento del Airbus A310. La aerolínea también consideró la sustitución de su único Boeing 737-300 por un Airbus A320-200. El primer Airbus A330-200 de Aircalin entró en servicio a finales de 2002, reemplazando al Airbus A310 arrendado, mientras que el segundo A330-200 permitió a la aerolínea abrir una nueva ruta a Tokio, asumiendo el servicio de Air France entre Tokio y Numea.El 9 de febrero de 2004, la aerolínea recibió su primer Airbus A320-200, que reemplazó a su Boeing 737-300.
El 1 de julio de 2014, Aircalin presentó una nueva decoración con la entrega de su segundo Airbus A320-200, la decoración incorpora tonos de azul inspirados en la laguna y los cielos de Nueva Caledonia, así como símbolos tradicionales. En octubre de 2017, la aerolínea encargó dos aviones Airbus A320neo y dos A330-900, con la intención de reemplazar sus dos Airbus A320-200 y dos A330-200. El primer Airbus A330-900 de Aircalin se entregó el 30 de julio de 2019 y, posteriormente, la aerolínea planificó el retiro de sus operaciones de Airbus A330-200 para septiembre de 2019. Tras el retiro inicial del avión Airbus A330-200 de la aerolínea, Aircalin devolvió uno de sus aviones Airbus A330-900 a Airbus en noviembre de 2019, citando humos nocivos en la cabina durante la operación, similares a los problemas reportados por TAP Air Portugal para su propio A330-900. Uno de los aviones A330-200 de la aerolínea volvió a funcionar temporalmente durante seis semanas, durante las cuales el A330-900 estuvo siendo investigado por Airbus y el fabricante de motores Rolls-Royce hasta diciembre de 2019.
Durante la pandemia de COVID-19, Aircalin informó en mayo de 2020 de una caída del 93% en la demanda de pasajeros desde marzo de 2020, pospuso todas las operaciones fuera de los vuelos de repatriación franceses y anunció planes para reducir los costos de personal en un 20% mediante una combinación de despidos y renuncias voluntarias. La aerolínea también anunció la suspensión de sus rutas a Melbourne y Osaka desde Numea, y el aplazamiento de sus entregas de Airbus A320neo de 2020 a 2023. Inicialmente, en julio de 2020, la aerolínea programó la reanudación de los servicios a Osaka para marzo de 2021, sin embargo, los vuelos a Osaka nunca se reanudaron. A pesar de informes anteriores de que sus entregas de Airbus A320neo se pospondrían hasta 2023, Aircalin aceptó el primero de dos A320neo en diciembre de 2020, antes de retirar los Airbus A320-200 restantes en abril de 2021.

## Destinos

### Destinos actuales
| Países             | Destinos  | Aeropuertos                                      |
| Asia               | Asia      | Asia                                             |
| ------------------ | --------- | ------------------------------------------------ |
| Singapur           | Singapur  | Aeropuerto Internacional de Singapur             |
| Tailandia          | Bangkok   | Aeropuerto Internacional Suvarnabhumi            |
| Europa             |           |                                                  |
| Francia            | París     | Aeropuerto de París-Charles de Gaulle (vía BKK)1 |
| Oceanía            |           |                                                  |
| Australia          | Brisbane  | Aeropuerto de Brisbane                           |
| Australia          | Sídney    | Aeropuerto Internacional Kingsford Smith         |
| Fiyi               | Nadi      | Aeropuerto Internacional de Nadi                 |
| Nueva Caledonia    | Numea     | Aeropuerto Internacional La Tontouta (HUB)       |
| Nueva Zelanda      | Auckland  | Aeropuerto Internacional de Auckland             |
| Polinesia Francesa | Papeete   | Aeropuerto Internacional Faa'a                   |
| Vanuatu            | Port Vila | Aeropuerto Internacional Bauerfield              |
| Wallis y Futuna    | Wallis    | Aeropuerto de Hihifo                             |

### Destinos finalizados
| Países          | Destinos  | Aeropuertos                                   |
| --------------- | --------- | --------------------------------------------- |
| Australia       | Melbourne | Aeropuerto Internacional Tullamarine          |
| China           | Hangzhou  | Aeropuerto Internacional de Hangzhou-Xiaoshan |
| Corea del Sur   | Seúl      | Aeropuerto Internacional de Incheon           |
| Estados Unidos  | Honolulu  | Aeropuerto Internacional Daniel K. Inouye     |
| Estados Unidos  | Isla Wake | Aeródromo de Isla Wake                        |
| Filipinas       | Manila    | Aeropuerto Internacional Ninoy Aquino         |
| Guam            | Agaña     | Aeropuerto Internacional Antonio B. Won Pat   |
| Hong Kong       | Hong Kong | Aeropuerto Internacional Kai Tak              |
| Japón           | Kagoshima | Aeropuerto de Kagoshima                       |
| Japón           | Osaka     | Aeropuerto Internacional de Kansai            |
| Japón           | Tokio     | Aeropuerto Internacional de Narita            |
| Wallis y Futuna | Futuna    | Aeropuerto de Pointe Vele                     |

### Alianzas
En la actualidad, Aircalin mantiene alianzas de código compartido con las siguientes aerolíneas:
- Air Calédonie
- Air France
- Air New Zealand
- Air Tahiti Nui
- Qantas

## Flota

### Flota actual
La flota de Aircalin está compuesta en la actualidad por las siguientes aeronaves:
| Aeronaves          | En servicio | Pedidos | Pasajeros                                             | Pasajeros                                             | Pasajeros                                             | Pasajeros                                             | Matrículas                                            | Antigüedad                                            | Notas                                                 |
| Aeronaves          | En servicio | Pedidos | C                                                     | Y+                                                    | Y                                                     | Total                                                 | Matrículas                                            | Antigüedad                                            | Notas                                                 |
| ------------------ | ----------- | ------- | ----------------------------------------------------- | ----------------------------------------------------- | ----------------------------------------------------- | ----------------------------------------------------- | ----------------------------------------------------- | ----------------------------------------------------- | ----------------------------------------------------- |
| Airbus A320neo     | 2           | —       | —                                                     | —                                                     | 168                                                   | 168                                                   | F-ONEA «Nouméa»                                       | 1,6 años                                              |                                                       |
| Airbus A320neo     | 2           | —       | —                                                     | —                                                     | 168                                                   | 168                                                   | F-OTIB «Tibarama»                                     | 4,6 años                                              | Estacionado en KUL desde 2024                         |
| Airbus A330-900neo | 2           | —       | 26                                                    | 21                                                    | 244                                                   | 291                                                   | F-ONET «Luengöni»                                     | 5,8 años                                              |                                                       |
| Airbus A330-900neo | 2           | —       | 26                                                    | 21                                                    | 244                                                   | 291                                                   | F-ONEO «Kanuméra»                                     | 6 años                                                |                                                       |
| Airbus A350-900    | —           | 2       |                                                       |                                                       |                                                       |                                                       |                                                       |                                                       |                                                       |
| Total              | 4           | 2       | Edad media de la flota (diciembre de 2024): 4,5 años. | Edad media de la flota (diciembre de 2024): 4,5 años. | Edad media de la flota (diciembre de 2024): 4,5 años. | Edad media de la flota (diciembre de 2024): 4,5 años. | Edad media de la flota (diciembre de 2024): 4,5 años. | Edad media de la flota (diciembre de 2024): 4,5 años. | Edad media de la flota (diciembre de 2024): 4,5 años. |

### Flota histórica
| Aeronaves                            | Total | Introducido | Retirado | Matrículas                      |
| ------------------------------------ | ----- | ----------- | -------- | ------------------------------- |
| Airbus A310-300                      | 1     | 2000        | 2003     | F-OHPX                          |
| Airbus A319                          | 1     | 2023        | 2024     | F-HDRA                          |
| Airbus A320-200                      | 3     | 2004        | 2021     | OK-GEB, F-OJSB y F-OZNC         |
| Airbus A330-200                      | 2     | 2002        | 2020     | F-OHSD y F-OJSE                 |
| Airbus A340-300                      | 1     | 2014        | 2014     | F-OJTN                          |
| ATR 42                               | 4     | 1988        | 2008     | PK-YRH, F-ODYD, F-ODYE y F-OIAM |
| Boeing 737-300                       | 3     | 1988        | 2004     | F-ODGX, VH-TJD y F-GFUC         |
| Boeing 767-300                       | 2     | 2005        | 2008     | G-CEOD y SP-LPB                 |
| De Havilland Canada DHC-6 Twin Otter | 3     | 1974        | 2020     | F-OIAQ, F-OCQZ y F-OFUT         |
| Sud Aviation Caravelle               | 2     | 1984        | 1986     | F-GFBA y F-GEPC                 |